# Thémista
Thémista de Lampsaque (en grec ancien, Θεμίστη), femme de Léontée de Lampsaque et fille de Zoïlos, est une philosophe épicurienne renommée (IVe - IIIe siècle av. J.-C.). Elle a suivi l'enseignement d'Épicure. Elle était surnommée la Solon féminine. Épicure lui a dédié un certain nombre de ses œuvres. Elle eut avec Léontée un fils dénommé également Épicure.
On ne sait rien de la pensée de Thémista. Lactance considère qu'elle est la seule femme qui mérite le qualificatif de philosophe. Le jugement de Cicéron est plus sévère.